# St. John’s Maple Leafs
St. John’s Maple Leafs – kanadyjski klub hokejowy z siedzibą w St. John’s w prowincji Nowa Fundlandia i Labrador, działający w latach 1991-2005.
Poprzednikami prawnymi klubu były zespoły: New Brunswick Hawks (1978–1982), St. Catharines Saints (1982–1986), Newmarket Saints (1986–1991). W czasie swojego istnienia w latach 1991-2005 St. John’s Maple Leafs funkcjonował jako klub farmerski wobec Toronto Maple Leafs z NHL.
W 2005 kontynuatorem prawnym St. John’s Maple Leafs został Toronto Marlies.
W mieście St. John’s rozpoczęły działalność inne drużyny: St. John’s Fog Devils w lidze juniorskiej QMJHL (2005-2008) i St. John’s IceCaps w AHL (od 2011).

## Sukcesy
- Mistrzostwo konferencji: 1992
- Finał o Puchar Caldera: 1992
- Mistrzostwo dywizji: 1993, 1994, 1997
- Mistrzostwo w sezonie zasadniczym: 1994